# Majorena
Majorena（マジョレナ）は、株式会社ベリグリが展開するレディスアパレルブランドである。

## 概要
2002年創業。若い女性を中心とした南国リゾートをモチーフにしたTシャツやパーカーなどがある。『Ranzuki』『egg』『popteen』『Hana*chu→』などのティーン誌に載ることが多い。渋谷109などに店舗がある。
2009年全店舗閉店。

## 関連雑誌
- Ranzuki
- Hana*Chu
- egg
- ラブベリー
- popteen
- SEVENTEEN
- Cawaii!
- melon（廃刊）
- CANDy（廃刊）